# Sebastián Ágreda

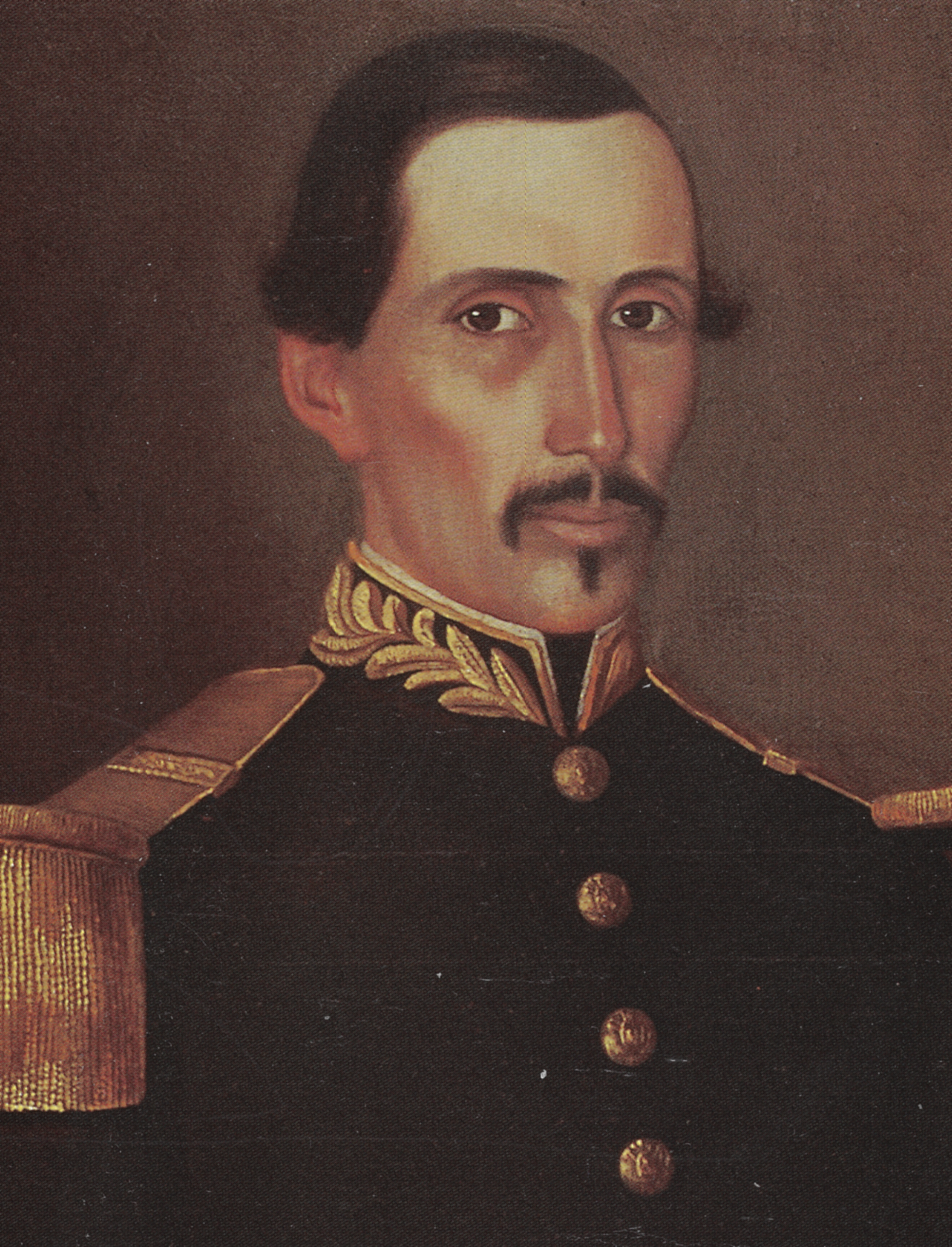
Sebastián Ágreda

Sebastián Ágreda (* 1795 in Potosí; † 18. Dezember 1875 in La Paz) war ein bolivianischer General und Politiker. 1841 war er für knapp einen Monat Staatspräsident.
Ágreda machte zunächst Karriere beim Militär. Nachdem er die Leitung der Militär-Akademie von Chuquisaca innegehabt hatte, wurde er von Präsident Andrés de Santa Cruz zum Oberbefehlshaber der Armee ernannt. Aufgrund seines erfolgreichen Wirkens beim Kampf gegen Argentinien während der Batalla de Montenegro (1838) wurde er in Bolivien als Nationalheld gefeiert. Sebastián Ágreda hatte zeit seines Lebens verschiedene politische Ämter inne und war vom 10. Juni bis zum 9. Juli 1841 der Präsident von Bolivien.
| Vorgänger                     | Amt                              | Nachfolger            |
| ----------------------------- | -------------------------------- | --------------------- |
| José Miguel de Velasco Franco | Präsident von Bolivien 1841–1841 | Mariano Enrique Calvo |

| Personendaten    | Personendaten                        |
| ---------------- | ------------------------------------ |
| NAME             | Ágreda, Sebastián                    |
| KURZBESCHREIBUNG | bolivianischer Präsident und General |
| GEBURTSDATUM     | 1795                                 |
| GEBURTSORT       | Potosí                               |
| STERBEDATUM      | 18. Dezember 1875                    |
| STERBEORT        | La Paz                               |